# Mesoplasma entomophilum
Mesoplasma entomophilum è una specie di batterio appartenente alla famiglia delle Entomoplasmataceae.